# You & Me (minialbum KARD)
You & Me – drugi minialbum południowokoreańskiej grupy KARD, wydany 21 listopada 2017 roku przez wytwórnię DSP Media. Płytę promował singel „You In Me”. Sprzedał się w nakładzie 12 775 egzemplarzy w Korei Południowej (stan na grudzień 2017 r.).

## Lista utworów
| Nr | Tytuł                            | Słowa              | Kompozycja                                  | Aranżacja          | Czas |
| -- | -------------------------------- | ------------------ | ------------------------------------------- | ------------------ | ---- |
| 1. | "Into You"                       | Nassun, BM, J.seph | Nassun, Blackpillz, e.one, Dono S.Rodriguez | Blackpillz         | 3:32 |
| 2. | "Trust Me" (J.seph & Jiwoo Ver.) | Nassun J.seph      | Nassun DALGUI                               | DALGUI             | 4:22 |
| 3. | "Push & Pull"                    | Nassun, BM, J.seph | Nassun, J-Path, Blackpillz                  | J-Path, Blackpillz | 3:17 |
| 4. | "Because" (kor. 지니까 Jinikka)  | Nassun, BM, J.seph | Nassun, Blackpillz                          | Blackpillz         | 3:42 |
| 5. | "You In Me"                      | Nassun, BM, J.seph | Nassun, DALGUI                              | DALGUI             | 3:23 |
| 6. | "Trust Me" (BM & Somin Ver.)     | Nassun BM          | Nassun, DALGUI                              | DALGUI             | 4:36 |
| 7. | "Into You" (Inst.) (CD Only)     |                    | Nassun, Blackpillz, e.one, Dono S.Rodriguez | Blackpillz         | 3:32 |
| 8. | "You In Me" (Inst.) (CD Only)    |                    | Nassun, DALGUI                              | DALGUI             | 3:23 |
| 9. | "Trust Me" (KARD Ver.) (CD Only) | Nassun, BM, J.seph | Nassun, DALGUI                              | DALGUI             | 4:36 |

## Notowania
| Lista                        | Pozycja |
| ---------------------------- | ------- |
| Gaon Weekly Album Chart      | 8       |
| Billboard World Albums Chart | 4       |
| Billboard Heatseekers Albums | 17      |
| Five Music (Tajwan)          | 11      |
| SNEP                         | 170     |